# Micheline Kerney Walsh
Micheline Kerney Walsh (La Celle-Saint-Cloud, 21 de octubre de 1919-Dublín, 8 de mayo de 1997) fue una archivera e historiadora irlandesa.

## Trayectoria
Walsh nació cerca de París en 1919. Sus padres eran Raymonde Élie y Leopold H. Kerney de Burdeos. Tenía dos hermanos, John y Eamon. Asistió al Cross and Passion Convent de Kilcullen, en el Condado de Kildare, al Colegio Loreto en Madrid y al Loreto College, St Stephen's Green de Dublín. Ingresó en la Universidad Colegio Dublín (UCD) en 1938 graduándose con una licenciatura en idiomas en 1941. El 30 de septiembre de 1941 se casó con Richard Brazil Walsh (1914-1992). El matrimonio tuvo seis hijos.
Entre 1958 y 1960, investigó en el Servicio Nacional de Información Documental (SNID) de Madrid sobre los irlandeses en Europa.
Walsh se unió al personal de los Archivos de Ultramar en la UCD en 1954 cuando fue creado por el profesor Patrick McBride. En 1960, publicó The O'Neills in Spain y The McDonnells of Antrim on the Continent , junto con el primero de sus cuatro volúmenes, Spanish knights of Irish origin. Los volúmenes posteriores aparecieron en 1965, 1970 y 1978. Su investigación se centró en las personas, como el papel de las mujeres en la Fuga de los Gansos Salvajes, los irlandeses en el servicio imperial y Hugo O'Neill en The Irish Sword, revista de la Sociedad de Historia Militar de Irlanda. Fue elegida miembro del consejo de la Sociedad de Historia Militar en 1980 y se convirtió en la primera mujer vicepresidenta de la sociedad en 1986.
Publicó once artículos en la revista Cumann Seanchais Ard Mhacha, "Seanchas Ard Mhacha", sobre los O'Neill y otras conexiones irlandesas-españolas. La sociedad publicó su libro en 1986, Destruction by peace: Hugh O'Neill after Kinsale. En una recepción a los reyes de España en el St Patrick's College de Maynooth en julio de 1986, Kerney Walsh entregó una copia de su libro al rey español Juan Carlos I.
Murió en la casa familiar en Dublín el 8 de mayo de 1997. Legó su colección personal de archivos extranjeros a la Biblioteca y Archivo Conmemorativo del Cardenal Tomás Ó Fiaich en Armagh, inaugurada el 8 de mayo de 1999. La parte restante de sus archivos en el extranjero fue donada a la biblioteca y archivo de la UCD.

## Reconocimientos
Por su trabajo sobre los vínculos históricos entre España e Irlanda, en 1988 fue la primera mujer irlandesa en recibir la condecoración de Dama de la Orden de Isabel la Católica. La Universidad Nacional de Irlanda en 1988 le otorgó un doctorado en literatura por su trabajo.
En 2020, fue incluida dentro del proyecto “Mujeres Investigadoras en los Archivos Estatales (1900-1970)” para la descripción archivística y creación de un micrositio específico en el Portal de Archivos Españoles (PARES), desarrollado entre 2020-2023.
Este proyecto ha sido impulsado por la Subdirección General de Archivos Estatales, con el objetivo visibilizar la labor de investigación realizada en España por las mujeres en el intervalo 1900-1970 partiendo de los registros documentales que se conservan en los Archivos de Gestión de los AAEE del Ministerio de Cultura (el Archivo Histórico Nacional, el Archivo de la Corona de Aragón, el Archivo General de Simancas, el Archivo General de Indias, el Archivo de la Real Chancillería de Valladolid, el Archivo General de la Administración y el Centro de Información Documental de Archivos).